# Frankfurter Kurfürstentag
Der Frankfurter Kurfürstentag von 1558 fand vom 25. Februar bis zum 20. März in Frankfurt am Main statt. Dort wurde der Übergang der Kaiserwürde vom zurückgetretenen Kaiser Karl V. auf Ferdinand I. reichsrechtlich bestätigt. Durch diesen ohne Beteiligung des Papstes zustande gekommenen Akt erhielt die Kaiserwahl ihre neuzeitliche Gestalt. Außerdem kam es zur Erneuerung des Kurvereins. Dort gaben sich die Mitglieder die bis zum Ende des Reiches gültigen Statuten.

## Form und Teilnehmer
Die Tagung fällt äußerlich in verschiedener Hinsicht aus dem Rahmen der anderen Kurfürstentage. Es handelte sich nicht um eine Veranstaltung zur Wahl eines neuen Königs im normalen Sinn, aber auch nicht um einem vom Mainzer Kurfürsten einberufenen nichtwählenden Kurfürstentag. Stattdessen wurde die Veranstaltung, wenn auch in Absprache mit Mainz und den anderen Kurfürsten, von Ferdinand I. einberufen. Außergewöhnlich war auch, dass drei Teilnehmergruppen anwesend waren. Da waren zum einen die Kurfürsten, dann König Ferdinand mit seinen Beratern und schließlich die Gesandten Karls V.
Von Seiten der Kurfürsten waren der Erzbischof von Mainz Daniel Brendel von Homburg, der Erzbischof von Köln Anton von Schaumburg, der Erzbischof von Trier Johann von der Leyen, der rheinische Pfalzgraf Ottheinrich von der Pfalz, der Herzog von Sachsen August von Sachsen und der Markgraf von Brandenburg Joachim II. von Brandenburg anwesend.

## Inhalte
Nach dem Rücktritt Karls V. von seinem Amt war die Übertragung des Amtes an Ferdinand zu bestätigen. Die Kurfürsten hatten zuvor einen Automatismus des Wechsels abgelehnt und ihre Beteiligung gefordert. Dies geschah auch, jedoch ohne regelrechte Krönung und feierliche kirchliche Amtseinführung. Dieses Verfahren, wenn auch in der Praxis einmalig, sollte bei ähnlichen Fällen auch in Zukunft angewendet werden. Die Kurfürsten verzichteten bewusst auf die bislang päpstliche Approbation und Konfirmierung, weil sie fürchteten damit den Augsburger Religionsfrieden zu gefährden. Auch in Zukunft wurde die päpstliche Bestätigung nicht mehr eingeholt.
Verbunden mit der Anerkennung Ferdinands war eine neue Wahlkapitulation. Darin hatte dieser die Beschlüsse des Augsburger Reichstages von 1555 und damit auch den Augsburger Religionsfrieden zu bestätigen. Alle bisherige Reichsgesetze sollten nur noch dann gültig sein, wenn sie den Beschlüssen von Augsburg nicht widersprachen. Damit war Ferdinand verpflichtet, den von seinem Bruder Karl kritisierten Religionsfrieden zu achten. Ebenso hatte er damit die Landfriedens- und Kammergerichtsordnung zu beachten. Die strikte Verpflichtung des Kaisers auf diese Bestimmungen und natürlich die Goldene Bulle machten einen bisher nur vage formuliertes Widerstandsrecht der Kurfürsten bei Missachtung der Grundlagen des Reiches durch den Kaiser zu einer konkreten Verfassungsgarantie.
Aber auch für die Kurfürsten selbst war kaum ein Kurfürstentag einschneidender als der von 1558. Fortan war ihr Wahlrecht nicht an die katholische Konfession gebunden. Damit hatte das Kurfürstenkollegium als erstes von allen Reichsorganen bereits in der Mitte des 16. Jahrhunderts die vollständige konfessionelle Parität erreicht.
In diesem Zusammenhang kam es am 18. März 1558 zur Erneuerung des Kurvereins. Die Kurfürsten gaben sich eine Satzung, die bis zum Ende des Reiches im Jahr 1806 gültig war. Diese betonte im Interesse des Reiches die Geschlossenheit des Kurfürstenkollegiums. Dabei betonten sie ihre herausgehobene Stellung. Man verabredete regelmäßige Treffen und die Suche nach Konsens in Streitfragen. Wenn auch nicht verpflichtend hat die Mehrzahl der Kurfürsten fortan die Statuten beschworen.